# Venezia Foot Ball Club 1908-1909
Questa voce raccoglie le informazioni riguardanti il Venezia Foot Ball Club nelle competizioni ufficiali della stagione 1908-1909.

## Stagione
Il Venezia nella stagione 1908-1909 si iscrisse al campionato federale di Prima Categoria debuttando così nel massimo campionato. Qualificata direttamente alle semifinali contro il campione lombardo in quanto unica compagine veneta iscritta, si dimostrò ancora non all'altezza delle compagini di Prima Categoria del Triangolo Industriale subendo due sconfitte umilianti per mano dell'U.S. Milanese (7-1 a Venezia e addirittura 11-2 a Milano).

## Rosa
Fonte
| N. |                        | Ruolo | Calciatore         |
| -- | ---------------------- | ----- | ------------------ |
|    | Svizzera (bandiera)    | D     | Walter Aemisseger  |
|    | Italia (bandiera)      | D     | Eugenio Barbon     |
|    | Italia (bandiera)      | A     | Bettinelli         |
|    | Inghilterra (bandiera) |       | Blake              |
|    | Italia (bandiera)      |       | Bompiani           |
|    | Italia (bandiera)      | P     | Antonio Borella    |
|    | Italia (bandiera)      | A     | Gerardo Bortoletti |
|    | Italia (bandiera)      |       | Bozzi              |
|    | Italia (bandiera)      | P     | Dorigo             |
|    | Italia (bandiera)      | C     | Aldo Federici      |
|    | Italia (bandiera)      |       | Folin              |
|    | Italia (bandiera)      | A     | Gaggio             |
|    | Italia (bandiera)      | C     | Pietro Golzio      |
|    | Italia (bandiera)      | P     | Lanza              |

| N. |                   | Ruolo | Calciatore           |
| -- | ----------------- | ----- | -------------------- |
|    | Italia (bandiera) | A     | Leone                |
|    | Italia (bandiera) | P     | Silvio Lorenzetti    |
|    | Italia (bandiera) | A     | Emilio Palù          |
|    | Italia (bandiera) | A     | Pietro Piccoli       |
|    | Italia (bandiera) | C     | Ferruccio Pitteri    |
|    | Italia (bandiera) | C     | Rovati               |
|    | Italia (bandiera) |       | Marcello Santi (II)  |
|    | Italia (bandiera) | A     | Alessandro Santi (I) |
|    | Italia (bandiera) | A     | Scolari              |
|    | Italia (bandiera) | D     | Tognacci             |
|    | Italia (bandiera) | A     | Luigi Vianello       |
|    | Italia (bandiera) | A     | Mario Vivante        |
|    | Italia (bandiera) | P     | Zanin                |

## Risultati

### Campionato Federale di Prima Categoria

#### Semifinale lombardo-veneta
| Arbitro: | Bertinetti (Vercelli) |

|         |           |                                                    |
| Vivante | Marcatori | 2’, ?’, ?’ Pizzi Boiocchi Varisco Recalcati Besana |

| Arbitro: | Alfred Bosshard (Milano) |

| |           |                         |
| Boiocchi 5’, 7’ Pizzi 6’, 50’, 64’ Besana 30’, 48’, 73’ Bovato 50’ (aut.) Varisco 62’ Cremonesi 89’ | Marcatori | 67’ Vivante 85’ Piccoli |

## Statistiche

### Statistiche di squadra
| Competizione        | Punti | In casa | In casa | In casa | In casa | In casa | In casa | In trasferta | In trasferta | In trasferta | In trasferta | In trasferta | In trasferta | Totale | Totale | Totale | Totale | Totale | Totale | DR  |
| Competizione        | Punti | G       | V       | N       | P       | Gf      | Gs      | G            | V            | N            | P            | Gf           | Gs           | G      | V      | N      | P      | Gf     | Gs     | DR  |
| ------------------- | ----- | ------- | ------- | ------- | ------- | ------- | ------- | ------------ | ------------ | ------------ | ------------ | ------------ | ------------ | ------ | ------ | ------ | ------ | ------ | ------ | --- |
| Campionato Federale | -     | 1       | 0       | 0       | 1       | 1       | 7       | 1            | 0            | 0            | 1            | 2            | 11           | 2      | 0      | 0      | 2      | 3      | 18     | -15 |

### Statistiche dei giocatori
| Giocatore     | Prima Categoria | Prima Categoria |
| Giocatore     | Presenze        | Reti            |
| ------------- | --------------- | --------------- |
| W. Aemisseger | 1               | 0               |
| Bompiani      | 2               | 0               |
| Bovato        | 2               | 0               |
| A. Federici   | 2               | 0               |
| P. Golzio     | 2               | 0               |
| Leone         | 1               | 0               |
| S. Lorenzetti | 2               | -18             |
| Pettinelli    | 1               | 0               |
| P. Piccoli    | 2               | 1               |
| Santi         | 2               | 0               |
| Tognacci      | 1               | 0               |
| L. Vianello   | 2               | 0               |
| M. Vivante    | 2               | 2               |